# 200mm kanón typu 3. roku
200mm kanón typu 3. roku japonského císařského námořnictva byl vyvinut počátkem dvacátých let 20. století a dočkal se nasazení i za druhé světové války. Kanón měl ráži 200 milimetrů, hlaveň délky 50 ráží a používal dělený náboj. Oficiální označení bylo 50-kókei 3-nen šiki 20-senči hó (五十口径三年式二〇糎砲 ~ 50kaliberní 20cm kanón typu 3. roku). Když byl zaveden výkonnější 203,2mm kanón typu 3. roku, byl 200mm kanón typu 3. roku 6. dubna 1931 přeznačen na 50-kókei 3-nen šiki 1-gó 20-senči hó (五十口径三年式一号二〇糎砲 ~ 50kaliberní 20cm kanón typu 3. roku číslo 1). 200mm kanóny byly původně vyzbrojeny všechny japonské těžké křižníky tříd Furutaka, Aoba a Mjókó, které ale byly ve 30. letech přezbrojeny právě na 203,2mm kanóny typu 3. roku. Naopak letadlové lodě Akagi a Kaga si své 200mm kanóny zachovaly až do svého potopení v červnu 1942.

## Vývoj a nasazení
Vývoj budoucího 200mm kanónu typu 3. roku začal ve druhém desetiletí 20. století v námořním arzenálu Kure. Závěr děla byl navržen roku 1914, k čemuž se vztahuje označení děl jako typ 3. roku (éry Taišó: 三年式 3-nenšiki – tj. roku 1914). Vývoj samotného děla byl zahájen v roce 1916 a v roce 1921 byly provedeny zkušební střelby. K přijetí do výzbroje císařského námořnictva došlo roku 1924.
Ještě před zařazením do výzbroje se objevily první návrhy průzkumných křižníků, vyzbrojených těmito děly. Nakonec se prosadil návrh, který zpracoval zósen taisa (造船大佐 ~ námořní kapitán/lodní konstruktér) Juzuru Hiraga. Jím navržené 7500T průzkumné křižníky měly nést po šesti 200mm kanónech. Dvě jednotky třídy Furutaka nesly svých šest 200mm kanónů v jednohlavňových lafetacích modelu A, zatímco dvě jednotky třídy Aoba již nesly tři dvouhlavňové dělové věže modelu C. Čtyři následující křižníky třídy Mjókó nesly každá deset 200mm kanónů v pěti dvouhlavňových dělových věžích modelu D. Akagi a Kaga nesly po dokončení každá dvě dvouhlavňové dělové věže modelu B a šest jednohlavňových lafetací A1. Po rekonstrukci pak Akagi osm jednohlavňových A1 a Kaga deset A1. Dvanáct 200mm kanónů sejmutých při rekonstrukci z křižníků Ašigara a Haguro bylo převrtáno na ráži 203,2 mm a jako 203,2mm kanóny typu 3. roku znovupoužito na zrekonstruovaných křižnících třídy Furutaka.
Po čtyřech 200mm kanónech ve dvouhlavňových lafetacích (pravděpodobně modelu D) nesly i dva thajské pobřežní obrněnce třídy Sri Ajudhja – je možné, že se jednalo o děla sejmutá při rekonstrukcích během 30. let z japonských lodí. Dvě děla přední dělové věže na památníku Thonburi (13°36′34″ s. š., 100°35′33″ v. d.) jsou jedinými dodnes dochovanými exempláři 200mm kanónů typu 3. roku – i když s odmontovanými závěry.

## Popis

### Hlaveň
Hlaveň byla částečně ovinuta drátem a vývrt byl tvořen 48 drážkami. Závěr byl šroubovací. Tlak v nábojové komoře při výstřelu byl 3000 kg/cm2. Životnost hlavně byla přibližně 300 výstřelů.

### Munice
Pro 200mm kanóny typu 3. roku bylo vyvinuto celkem pět druhů munice: tři ostré a dva cvičné typy granátů:
- Protipancéřový číslo 5 s čepicí (5号被冒徹甲弾 5-gó hibó tekkódan) zavedený do výzbroje 15. června 1925 a vybavený dnovým zapalovačem typu 13. roku č. 2. Granát byl plněn 2,9 kilogramy šimose. Granáty měly bílé tělo i špičku a na středu těla byl červený pruh. Prachová nálož měla hmotnost 32,63 kg.[5]
- Protipancéřový číslo 6 s čepicí zavedený do výzbroje 17. listopadu 1928 a 5. dubna 1931 přejmenovaný na protipancéřový granát s čepicí typu 88 (88式被冒徹甲弾 88-šiki hibó tekkódan). Granát byl plněn 2,836 kilogramy šimose a vybaven dnovým zapalovačem typu 13. roku č. 4. Zbarvení bylo stejné jako v případě protipancéřových granátů s čepicí číslo 5 a shodná zůstala i prachová nálož.[5]
- Trhavý granát číslo 4 (4号通常弾 4-gó cúdžódan, doslova „běžný granát číslo 4“) byl zaveden v roce 1929 a byl původně vybaven hlavovým zapalovačem typu 89. Dne 6. července 1932 bylo označení granátu zkráceno na „běžný granát“ (通常弾 cúdžódan) a jako takový byl vybaven hlavovým mechanickým časovým zapalovačem typu 91. Granáty byly plněny 7,3 kilogramy šimose a jejich redukovaná prachová náplň měla hmotnost 25,4 kg. Zbarvení tvořilo kaštanově hnědé tělo a bílá špička.[5]
- Cvičný granát (演習弾 enšúdan) byl zaveden 15. června 1925. Zapalovač i náplň byly vynechány a granáty se daly snadno identifikovat podle černého těla se žlutou špičkou. Redukovaná prachová náplň měla hmotnost 25,4 kg.[5]
- Cvičný časovaný granát (時限演習弾 džigen enšúdan) byl zaveden v roce 1932 a vybaven hlavovým mechanickým časovým zapalovačem typu 91. Výbušná náplň byla vynechána. Tělo bylo černé a špička bílá. Používala se lehká prachová náplň o hmotnosti 16,3 kg.[5]

Prachová náplň byla pravděpodobně rozdělena do dvou prachových náloží.

### Lafetace

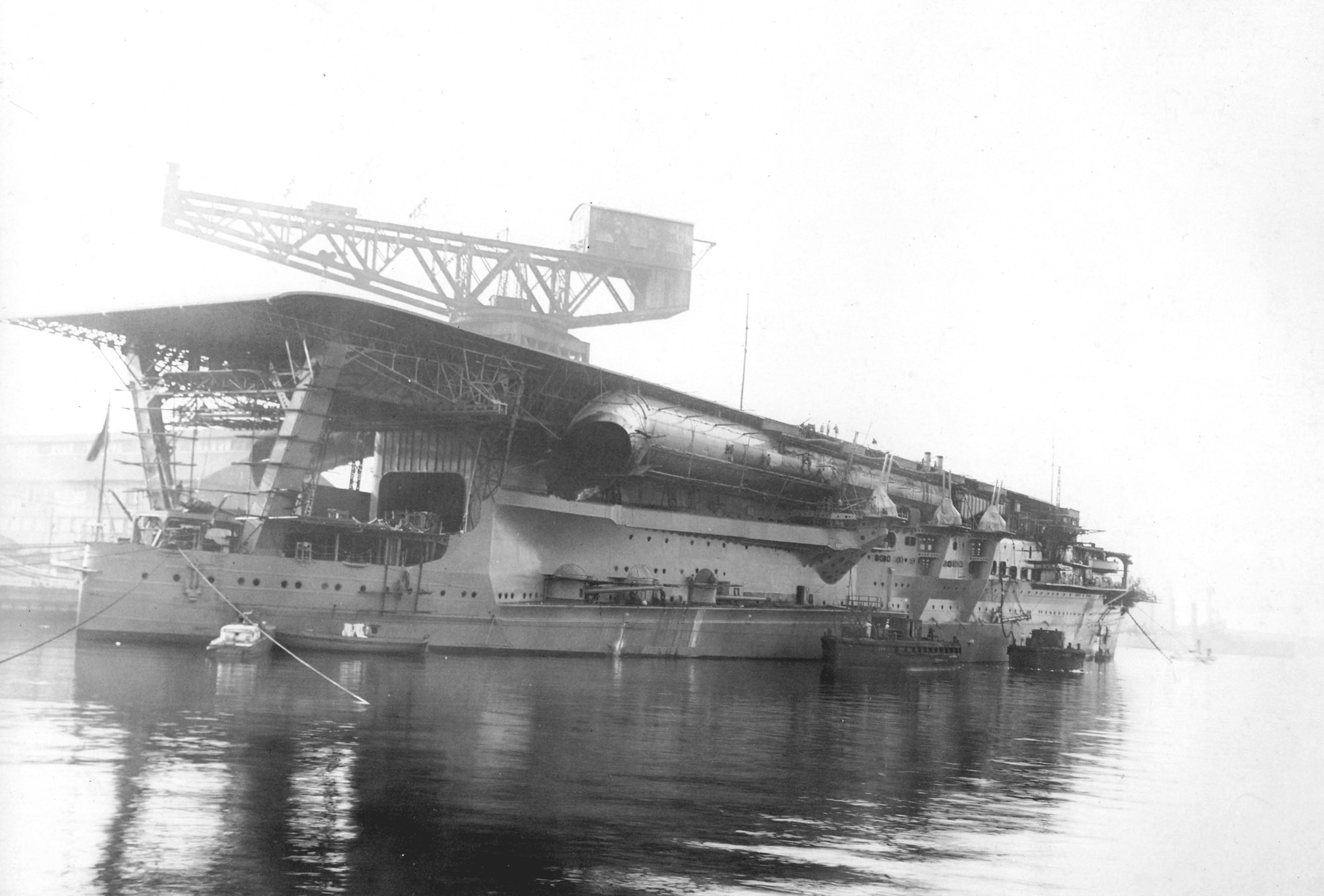
200mm kanóny v lafetaci modelu A1 na letadlové lodi Kaga

Typ 3. roku měl při použití na lodích tyto druhy lafetace:
- Model A (A型 A-gata) představoval jednohlavňovou lafetaci použitou na křižnících třídy Furutaka. Nejednalo se o klasickou dělovou věž, neboť pod lafetací chyběla barbeta. Munice byla ze skladiště pod skladovací palubou dopravena zdvižemi až na palubu jednu úroveň pod lafetací. Tam byla přenesena do manipulační místnosti pod lafetací, odkud pak byly granáty dopraveny k dělu další elektricky poháněnou zdviží, zatímco prachové nálože bylo třeba k dělům vynést lidskou silou. Nabití granátu a prachových náloží bylo prováděno manuálně. To vše se – spolu s vyčerpáním obsluhy – podepsalo na nízké rychlosti střelby, která nedosahovala ani 2 ran za minutu. Nabíjení mohlo probíhat při elevaci +5 až +9 °. Lafetace byla vybavena slabým pancéřováním z vysokotažné ocele: 25mm plát na čele a bocích (jeden zahnutý plát), 19mm pancířem na stropě a 6,4mm silným pancířem zadní stěny lafetace.[6]
- Model A1 byla jednohlavňová kasematová lafetace použitá na letadlových lodích Akagi a Kaga.[2]
- Model B byly dvouhlavňové dělové věže instalované na letadlových lodích Akagi a Kaga. Počítalo se u nich s možností vedení protiletadlové palby a proto měly jejich děla elevaci až 70 ° a každé dělo bylo zásobováno dvěma zdvižemi, aby bylo možno rychleji měnit typ používané munice. Jejich protiletadlové (či jakékoliv jiné) použití bylo ale dosti pochybné a při rekonstrukci obou letadlových lodí byly odstraněny.[2]
- Model C byly dvouhlavňové dělové věže instalované na křižnících třídy Aoba. Byly odvozeny od modelu D, neboť původně měly obě jednotky třídy Aoba nést jednohlavňové lafetace modelu A a teprve po návrhu dvouhlavňových dělových věží modelu D pro třídy Mjókó bylo rozhodnuto vybavit dvouhlavňovými věžemi i třídu Aoba. Nabíjení probíhalo při elevaci +5 °, přičemž uložení granátu před nábojovou komoru se dělo za pomocí hydrauliky a granáty zasunoval hydraulický nabíječ. Prachové nálože byly položeny manuálně a rovněž nabity hydraulickým nabíječem. Dělové věže chránil 25mm pancíř z NVNC oceli na čele, zadku, stranách i stropě.[7]
- Model D byly dvouhlavňové dělové věže instalované na křižnících třídy Mjókó. Kaigun gunreibu (海軍軍令部 ~ námořní generální štáb) původně požadoval, aby byly schopné odolat přímému zásahu 200mm a 150mm granátů, což by si ale vyžádalo 150mm čelní pancíř, 100mm horní pancíř a 50mm pancéřování boků a zadní části věže. To by (spolu s nutným posílením konstrukce a instalací silnějších motorů pro otáčení věží) představovalo značný nárůst hmotnosti. Proto bylo nakonec zvoleno pouze lehké pancéřování chránící před střepinami: 25,4mm NVNC oceli na čele, bocích, zadku a stropu. Podlahu tvořil 19mm NVNC plát. Nabíjení bylo stejné jako u modelu C.[8]

Dělové věže modelů B, C a D měly jako úpravu pro službu v tropických oblastech k vnější straně stropu a boků připevněny tenké ocelové plechy tak, že mezi povrchem dělové věže a přidanými plechy byla asi 10cm mezera umožňující proudění vzduchu a stínící povrch dělové věže. Lafetace modelu A postrádala stínící plechy a byla vybavena pouze uzavíratelnými větracími otvory na bocích lafetace.
Na thajských obrněncích třídy Sri Ajudhja byly pravděpodobně instalovány dělové věže modelu D.
| Lafetace:                 | A                                              | A1           | B            | C 80                                 | D 113                                                                 |
| ------------------------- | ---------------------------------------------- | ------------ | ------------ | ------------------------------------ | --------------------------------------------------------------------- |
| Počet hlavní              | 1                                              | 1            | 2            | 2                                    | 2                                                                     |
| Rozteč hlavní             | –                                              | –            | ?            | 1,9 m                                | 1,9 m                                                                 |
| Hmotnost lafetace         | 57,5 t                                         | ?            | ?            | 157 t                                | 159 t                                                                 |
| Průměr rotačního prstence | 3,2 m                                          | ?            | ?            | 5,03 m                               | 5,03 m                                                                |
| Náměr                     | -5 ° / +25 °                                   | -5 ° / +25 ° | -5 ° / +70 ° | -5 ° / +40 °                         | -5 ° / +40 °                                                          |
| Náměr pro nabíjení        | +5 ° až +9 °                                   | +5 ° až +9 ° | +5 °         | +5 ° až +9 °                         | ?                                                                     |
| Pancéřování               | 25 mm NVNC čelo, boky 19 mm strop 6,4 mm zadek | ?            | ?            | 25 mm NVNC čelo, boky, strop a zadek | 25,4 mm NVNC čelo, boky, strop a zadek 19 mm podlaha 38-76 mm barbeta |

### Systém řízení palby
K řízení palby 200mm děl na japonských křižnících sloužil dělostřelecký zaměřovač typu 14 kombinovaný s 3,5m koincidenčními dálkoměry typu 14, sokutekiban typu 13, henkjo ricuban typu 11 a kjori tokei typu 10 nebo 11. Jednotky tříd Aoba a Mjókó nesly navíc 6m koincidenční dálkoměry typu 14 instalované na dělových věžích.